# Uvex

Uvex är en tysk tillverkare av säkerhetsutrustning och sportutrustning. Huvudkontoret ligger i Fürth.
Uvex grundades 1926 och är fortfarande ett familjeföretag med försäljning över hela världen. Uvex tillverkar skyddsutrustning, bland annat skyddsglasögon. Uvex finns även inom sporten då Uvex tillverkar hjälmar och glasögon inom skidor, cykel samt ridning. Man var först med att tillverka en lins som skyddar mot ultraviolett ljus och företagsnamnet uvex står för UltraViolet EXcluded, man tillverkade också den första skrapfria linsen. I Sverige företräds man av Uvex Safety Scandinavia gällande industrin och av Sonesson Sports Company gällande sportprodukter genom sportbutikonline.se.